# Фанфон (тайфун)
Тайфун Фанфон (англ. Typhoon Phanfone) також відомий як Тайфун Урсула (англ. Typhoon Ursula)  — сильний та смертельний тропічний циклон, який пройшов через Філіппіни напередодні Різдва вперше після Нок-тен у 2016 році.

## Загальна характеристика
Двадцять дев'ятий і останній названий шторм сезону тихоокеанських тайфунів 2019 року, походження тайфуну можна простежити до низького рівня, який утворився поблизу Каролінських островів і поступово організувався в тропічну депресію 19 грудня. Переміщення в основному на захід на північний-захід система посилилась у тропічний шторм 22 грудня і перемістилася до Філіппінської зони відповідальності наступного дня, оскільки продовжувала набирати силу. Фанфон посилився до статусу тайфуну незадовго до того, як здійснив свій вихід над регіоном Східних Вісайських островів напередодні Різдва. Подальша інтенсифікація послідувала до Різдва, незважаючи на те, що Фанфон кілька разів заходив на берег над центральними філіппінськими островами, пік 150 км/год (90 миль/год) 10-хвилинний тривалий вітер із центральним тиском, що падає до 970 гПа. Фанфон зберігав свою силу тайфуну протягом кількох годин, поки він покинув філіппінську сушу, перш ніж несприятливі умови спричинили його швидке погіршення та розсіювання над Південно-Китайським морем.
Фанфон перетнув центральні Філіппіни після того, як сильніший Каммурі вдарив майже в той же регіон всього за кілька тижнів до цього, з треком, досить схожим на Хайян 2013 року. Система спричинила руйнування в регіонах Східних Вісай, Західних Вісай і Мімаропа. Загальна кількість загиблих від згаданого тайфуну становить 50 смертей (55 зниклих безвісти і понад 300 поранених), а збитки становлять 67,2 мільйона доларів або приблизно 3,44 мільярда фунтів стерлінгів.

## Метеорологічна історія
До свого утворення 19 грудня Об'єднаний центр попередження про тайфуни (JTWC) почав моніторинг системи низького тиску на південному сході Мікронезії. Показуючи ознаки конвекції та достатню смугу навколо визначеного центру, JTWC згодом покращив своє початкове попередження до середнього шансу розвитку. Незабаром після цього, 20 грудня, JTWC опублікував попередження про утворення тропічного циклону, а Японське метеорологічне агентство (JMA) оприлюднило свою першу рекомендацію щодо системи. До 22 грудня система набула сили тропічного шторму, і JMA випустила назву Фанфон.

Animated enhanced satellite loop of 2019's Typhoon Phanfone from intensification to landfall

Загалом рухаючись із заходу на північний-захід, Фанфон перейшов до Філіппінської зони відповідальності (PAR) о 5:00 ранку за тихоокеанським часом 23 грудня, а філіппінське бюро погоди PAGASA локально назвало систему Урсула. Завдяки сприятливим умовам Фанфон ще більше посилився до сильного тропічного шторму через кілька годин. До полудня 24 грудня Фанфон набрав силу тайфуну незадовго до того, як здійснив свої перші три виходи на берег над Сальседо, Східний Самар, Таклобан-Сіті та Кабукгаян, Біліран. Подальша інтенсифікація послідувала до 25 грудня, коли Фанфон досяг піку о 00:00 UTC із 150 км/год (90 миль на годину) 10-хвилинного тривалого вітру та центрального тиску, який впав до 970 гПа; JTWC повідомив, що Фанфон досяг піку 175 км/год 1-хвилинного тривалого вітру, що еквівалентно тайфуну 2 категорії. Фанфон продовжив свій шлях із заходу на північний захід, і до півдня того ж дня PAGASA повідомила про чотири додаткові місця приземлення: острови Гігантес, Ібаджай, Аклан, острів Семірара та Булалакао, Східний Міндоро (15:00 PHT).
До 26 грудня Фанфон вже вийшов з території Філіппін, рухаючись на північний захід над Південно-Китайським морем . Витримавши міцність протягом кількох годин, система почала втрачати міцність через несприятливу температуру поверхні моря, середній зсув вітру та проникнення сухого повітря. 27 грудня Фанфон впав до статусу тропічного шторму, швидко погіршуючись і повільно рухаючись. 28 грудня PAGASA випустила останнє попередження, коли система вийшла з PAR.Пізніше JMA оприлюднила свої останні рекомендації, оскільки Фанфон ослабла нижче порога попередження.

## Підготовка та наслідки

### Вісаї
PAGASA випустила сигнал 3 попередження Північному Самару, Самару, Східному Самару, Лейте, Білірану та островам Камотес, що означає, що очікується вітер зі швидкістю 65-92 вузла (75-106 миль/год; 121—170 км/год). PAGASA також випустила сигнал 2 попередження для Вісайських островів, що означає, що протягом 24 годин слід очікувати вітру зі швидкістю 33-65 вузлів (38-75 миль/год; 61-120 км/год). Він був виданий в центральній частині північного Себу, північно -східного Ілоїло, північного Античного, Капіса, Аклану, Південного Лейте та Західного Негросу  що означало, що Phanfone йшов аналогічним шляхом до районів, які постраждали від значно сильнішого тайфуну Хайян . Найбільше постраждали Вісайські острови, лише в Ілойло загинуло 13 людей, які були вражені поваленими деревами, вражені струмом або потонули. Роксас, Таклобан і Маасін отримали 140 мм (5,5 дюймів) опадів. Масштаби пошкоджень на Філіппінах були досить великими, а аеропорт Боракая зазнав значних пошкоджень, оскільки багато людей застрягли в аеропорту, коли вдарив тайфун. Офіцер з ліквідації наслідків стихійних лих також повідомив, що через відключення електроенергії та пошкодження в місті Батад у провінції Ілоїло це виглядало як «місто-привид». Сильна повінь завдала руйнівної шкоди багатьом провінціям і островам Вісай, оскільки дощ поширився по регіону, багато будинків та транспортних засобів були частково або повністю затоплені. Кілька будинків були зім'яті, дерева були повалені, а також лінії електропередач. Усі ці перешкоди блокували дороги та робили дороги небезпечними для ходьби; і надмірна кількість опадів зробило землю, особливо вищу, дуже нестабільною. Провінція Лейте була введена в стан лиха після пошкодження тайфуну, худобі, посівам та інфраструктурі було завдано збитків на суму понад 1 мільйон доларів США. За оцінками, більшість постраждалих сталися в Ілоїло, оскільки село сильно постраждало від сильної та швидкоплинної повені. Таклобан постраждав, коли спалахнули пожежі та вітер дозволив їм поширюватися, але 220 000 жителів уникли найгіршої частини системи.147 міст постраждали від відключення електроенергії, але до п'ятниці, 27 грудня, 31 з цих 147 відновили електропостачання.

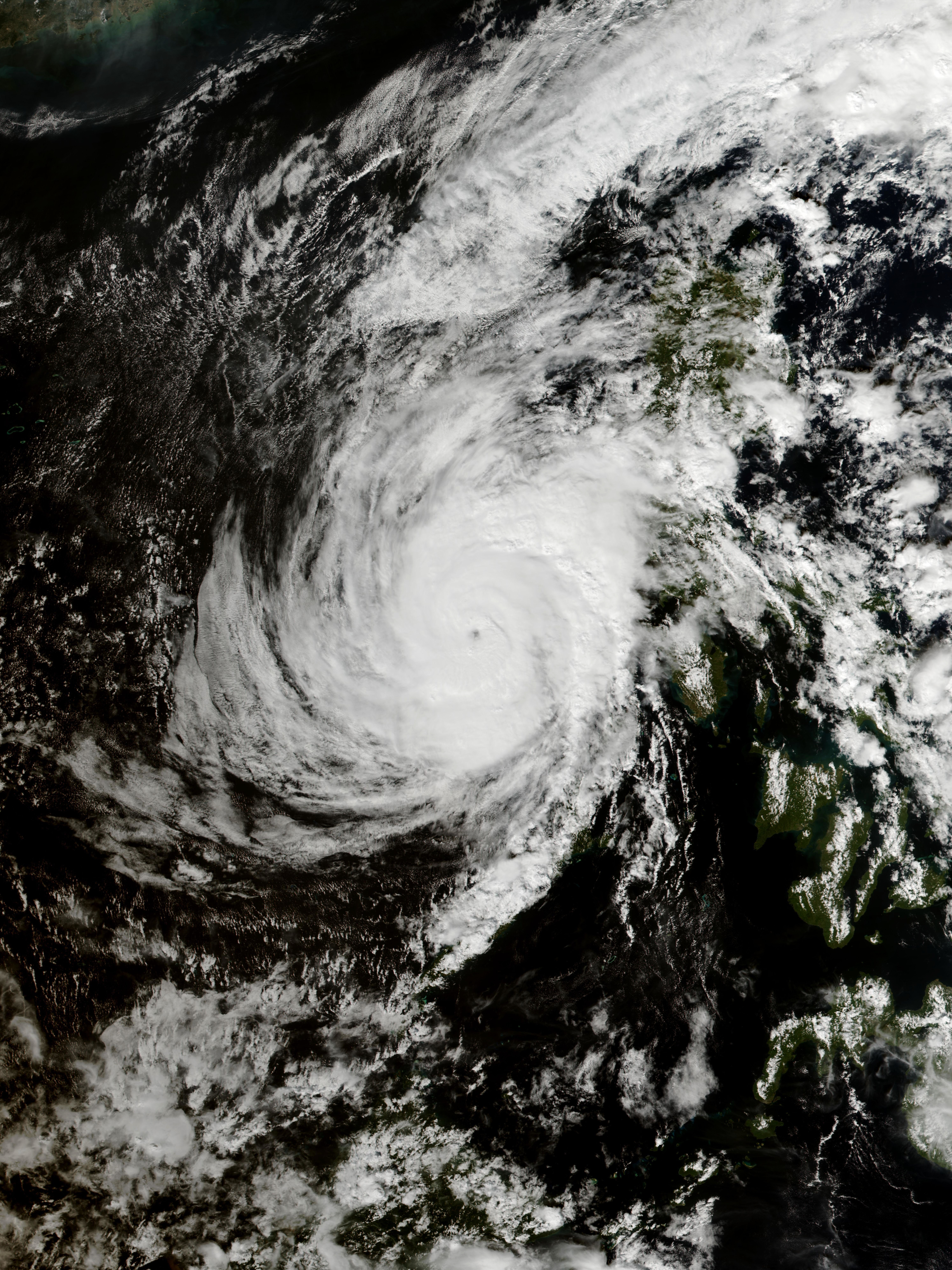
Typhoon Phanfone during a solar eclipse on December 26.

### Східний Самар
У зв'язку з прийдешнім святкуванням Різдва 16 000 пасажирів, які планували відпустку у своїх провінціях зі своїми сім'ями, через загрозу тайфуну застрягли в порту через загрозу тайфуну. Під час виходу на берег поблизу Сальседо в Східному Самарі близько 16:45 було повідомлено, що тайфун спричинив великі повені та зсуви в регіоні. Оскільки шторм швидко і несподівано посилився, понад 58 000 людей було евакуйовано напередодні тайфуну. Повідомляється, що п'ять рибалок пропали безвісти, а 70-річний чоловік помер після того, як його будинок було знесено, і в результаті він потонув. Від тайфуну постраждали близько 2351 людини, а 1654 особи знайшли притулок в евакуаційних центрах. Всесвітня продовольча програма опублікувала рекомендації та інфографіку, в якій зображено прогнозований шлях Фанфон, а також центри евакуації та допомоги. Станом на 27 грудня 2019 року, за даними Філіппінського агентства з катастроф, було підтверджено щонайменше 28 смертей, у тому числі 13-річний хлопчик був вбитий струмом.

### Лусон
Попередження про сигнал 2 також було оприлюднено Лусону: південна частина островів Кесон, Маріндук, Східний Міндоро, Західний Міндоро, включаючи острів Лубанг, Ромблон, Альбай, Сорсогон, острів Буріас, острови Каламіан і Куйо, за прогнозами, будуть на шляху до Фанфона. Булакан, Батаан, Метро Маніла, Різал, решта Кесона, Лагуна, Батангас, було видано попередження по сигналу. Південний Камарин, Північний Камарин, Катандуанес і північний Палаван. Губернатор острова наказав органам місцевого самоврядування провести план примусової евакуації, що спонукало мирних жителів поблизу затоплених районів і районів, які можуть постраждати від зсувів, тимчасово переїхати як запобіжний захід. Місцеві представники відвідали жителів Лібона, Маніли та Тандарори, щоб порадити їм евакуюватися та тимчасово святкувати Різдво в евакуаційних центрах для їхньої безпеки. Багато державних шкіл були відкриті, щоб служити притулком для мешканців, тоді як уряд провінції роздавав евакуйованим пакунки з продуктами. У Військово-морському, в понеділок, 23 грудня, місцевий уряд розгорнув евакуаційні намети для евакуйованих, деякі намети зарезервували для літніх людей, вагітних жінок та людей з інвалідністю. Співробітники роти мобільних сил провінції Ромблон були розгорнуті та провели інвентаризацію пошуково-рятувального обладнання (SAR) 23 грудня в рамках підготовки до тайфуну. У Сан-Хосе за 24 години випало 217 мм (8,64 дюйма) дощу. Понад 58 000 людей було евакуйовано з Лусона та навколишніх островів, оскільки система принесла проливний дощ і сильні повені, які виникли в результаті дощів. Одну сім'ю змітало, намагаючись піднятися на висоту. Послуги з водопостачання та електроенергії були повністю відключені, а відновлення триватиме тижнями.